# Herbert II van Thouars
Herbert II van Thouars (overleden te Jaffa in 1104) was van 1093 tot aan zijn dood burggraaf van Thouars.

## Levensloop
Herbert II was de oudste zoon van burggraaf Amalrik IV van Thouars en diens tweede echtgenote Adelina, wier afkomst onbekend gebleven is.
Na de dood van zijn vader in 1093 werd Herbert burggraaf van Thouars. In 1096 restaureerde bisschop Peter van Poitiers met zijn toestemming de Abdij van Airvault. Onder zijn bewind werd in 1099 ook de kerk van Saint-Nicolas de la Chaise ingehuldigd, die Herberts vader had laten bouwen.
In 1098 vertrok hij naar Palestina om deel te nemen aan de Eerste Kruistocht. In 1102 ging Herbert een tweede maal naar Palestina, ditmaal om deel te nemen aan de kruistocht van Willem IX van Aquitanië. Hij stierf in 1104 in Jaffa, kort voordat hij van plan was om terug te keren naar Frankrijk. Herbert II van Thouars werd bijgezet nabij de Sint-Nicolaaskerk van Jaffa. Zijn jongere broer Godfried III volgde hem op als burggraaf van Thouars.

## Huwelijk en nakomelingen
Rond 1095 huwde Herbert met ene Agnes. Ze kregen twee zonen: Herbert en Amalrik VI (overleden in 1139), die later ook burggraaf van Thouars werd.